# سیاه‌کش (فومن)
سیاه‌کش ، روستایی از توابع بخش مرکزی شهرستان فومن در استان گیلان ایران است.

## جمعیت
این روستا در دهستان گوراب پس قرار دارد و براساس سرشماری مرکز آمار ایران در سال ۱۳۸۵، جمعیت آن ۱۷۰ نفر (۴۷خانوار) بوده‌است.